# John Collins (Fußballspieler)
John Angus Paul Collins (* 31. Januar 1968 in Galashiels) ist ein ehemaliger schottischer Fußballspieler und heutiger -trainer, der aktuell Sporting Charleroi trainiert.

## Karriere
Der Schotte begann seine Karriere 1984 bei Hibernian Edinburgh. 1990 wechselte er zum Ligakonkurrenten Celtic Glasgow. Der AS Monaco holte den Mittelfeldspieler 1996 in die erste französische Liga. Dort hielt es Collins allerdings nur zwei Jahre, denn schon 1998 wurde er von FC Everton verpflichtet. Wiederum zwei Jahre später, im Sommer 2000, wechselte der Schotte zum letzten Mal, diesmal zum FC Fulham. Dort beendete er seine Karriere 2003. Collins nahm mit der schottischen Nationalmannschaft an drei wichtigen Turnieren teil. So war er bei der WM 1990 in Italien, bei der EM 1996 in England, sowie bei der WM 1998 in Frankreich dabei. Seine größten Erfolge waren der Gewinn des Schottischen Pokals 1995 mit Celtic Glasgow und der Gewinn der französischen Meisterschaft 1997 mit AS Monaco.